# Романько, Виктор Алексеевич
Ви́ктор Алексе́евич Романько́ (род. 16 октября 1953 года, Гуково, Ростовская область) — советский и российский баянист, Народный артист России (2004), Заслуженный артист России (1993). 

## Биография
Родился в г. Гуково Ростовской области.
Окончил Свердловское областное музыкальное училище им. П. И. Чайковского и два курса Уральской консерватории им. М. П. Мусоргского по классу баяна у Тамары Николаевны Запорожец, затем продолжил обучение у Юрия Петровича Клюкина. В октябре 1978 г. поступил в аспирантуру УГК. В 1983 г. в самом престижном для баянистов Международном конкурсе в Клингентале (Германия) получил I премию.
На XIV Международном фестивале «Баян и баянисты» (Москва, 2003) за заслуги в баянном искусстве В. А. Романько был награждён серебряным диском, учрежденным РАМ им. Гнесиных. Он является лауреатом премии «Камертон» (2005), учрежденной Палатой представителей Законодательного собрания Свердловской области, и премии губернатора Свердловской области (2006).
Интенсивный гастрольный график В. Романько сочетает с активной педагогической деятельностью в стенах Уральской государственной консерватории им. М. П. Мусоргского и музыкальном училище им. П. И. Чайковского. В списке выпускников профессора В. А. Романько в УГК сегодня более 50 воспитанников, многие из которых удостоены званий лауреатов и дипломантов различных исполнительских конкурсов. За педагогические достижения он был дважды удостоен премии Министерства культуры Свердловской области «Лучший педагог года».